# Expansión vikinga

Mapa que muestra el área de los asentamientos escandinavos en los siglos VIII (rojo oscuro), IX (rojo) y X (naranja); el amarillo muestra áreas conquistadas por los normandos en el y el verde las áreas sujetas a incursiones vikingas.

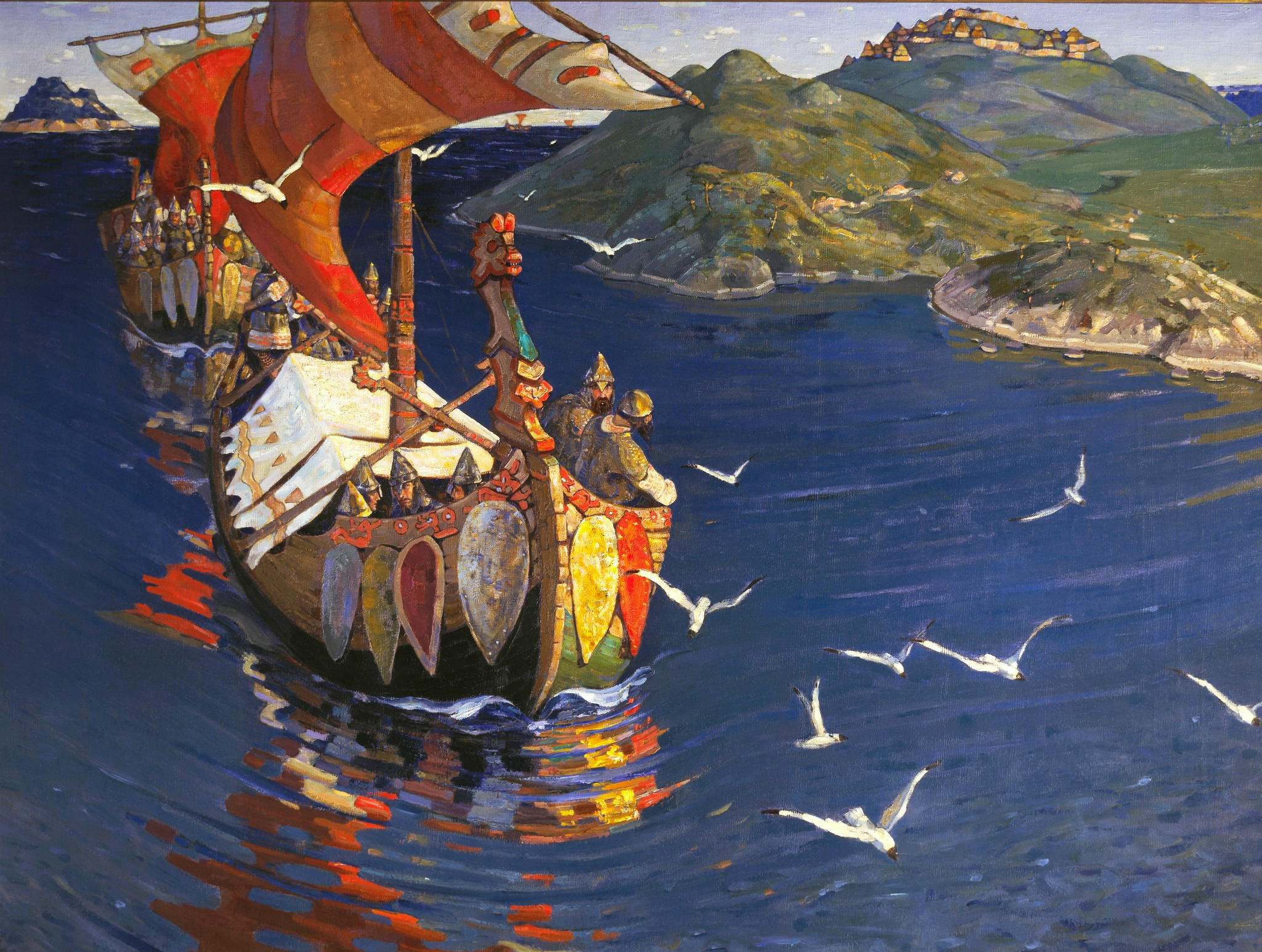
Guest from Overseas por Nicholas Roerich, 1901. Representa una incursión vikinga por varegos.

La expansión vikinga es el proceso por el cual los exploradores, comerciantes y guerreros nórdicos, estos últimos conocidos en la erudición moderna como vikingos, navegaron la mayor parte del Atlántico Norte, llegando, por el sur, hasta el África septentrional y, por el este, a Rusia, Constantinopla y Oriente Próximo, como saqueadores, comerciantes, colonos y mercenarios. Algunos vikingos bajo el mando de Leif Erikson, heredero de Erik el Rojo, llegaron a América del Norte y establecieron un asentamiento de corta duración en la actual L'Anse aux Meadows, en la isla de Terranova (Canadá). Se formaron asentamientos más duraderos y establecidos en Groenlandia, Islandia, las islas Feroe, Gran Bretaña, Irlanda y Normandía.
Se debate si el término vikingo representaba a todos los colonos nórdicos o únicamente a los que incursionaban.

## Motivación para la expansión
Hay mucho debate entre los historiadores sobre lo que impulsó la expansión vikinga. Los investigadores han sugerido que los vikingos pueden haber empezado originalmente a navegar y a hacer incursiones debido a la necesidad de buscar mujeres en tierras extranjeras. El concepto fue expresado en el siglo XI por el historiador Dudon de Saint-Quentin en su semi-imaginaria De moribus et actis primorum Normanniae ducum. Los hombres vikingos ricos y poderosos tendían a tener muchas esposas y concubinas, estas relaciones poliginias pueden haber llevado a una escasez de mujeres elegibles para el hombre vikingo promedio, debido a esto, podría haber sido obligado a realizar acciones más arriesgadas para obtener riqueza y poder encontrar mujeres adecuadas. Los hombres vikingos a menudo compraban o capturaban mujeres y las convertían en sus esposas o concubinas. El matrimonio poliginioso aumenta la competencia masculina en la sociedad porque crea un grupo de hombres solteros que están dispuestos a participar en comportamientos arriesgados de elevación de estatus y búsqueda de sexo. Los Anales de Úlster afirman que en el 821 los vikingos saquearon un pueblo irlandés y se «llevaron un gran número de mujeres en cautiverio».
Una teoría común es que se trataba de una búsqueda de represalias contra los europeos continentales por sus anteriores invasiones de las tierras natales de los vikingos, como la campaña de Carlomagno para obligar a los paganos escandinavos a convertirse al cristianismo matando a todo aquel que se negara a bautizarse. Los que están a favor de esta explicación señalan que la penetración del cristianismo en Escandinavia causó un serio conflicto y dividió a Noruega durante casi un siglo. Sin embargo, el primer objetivo de las incursiones vikingas no fue el reino franco, sino los monasterios cristianos de Inglaterra. Según el historiador Peter Sawyer, estos fueron asaltados porque eran centros de riqueza y sus granjas estaban bien abastecidas, no por razones religiosas.

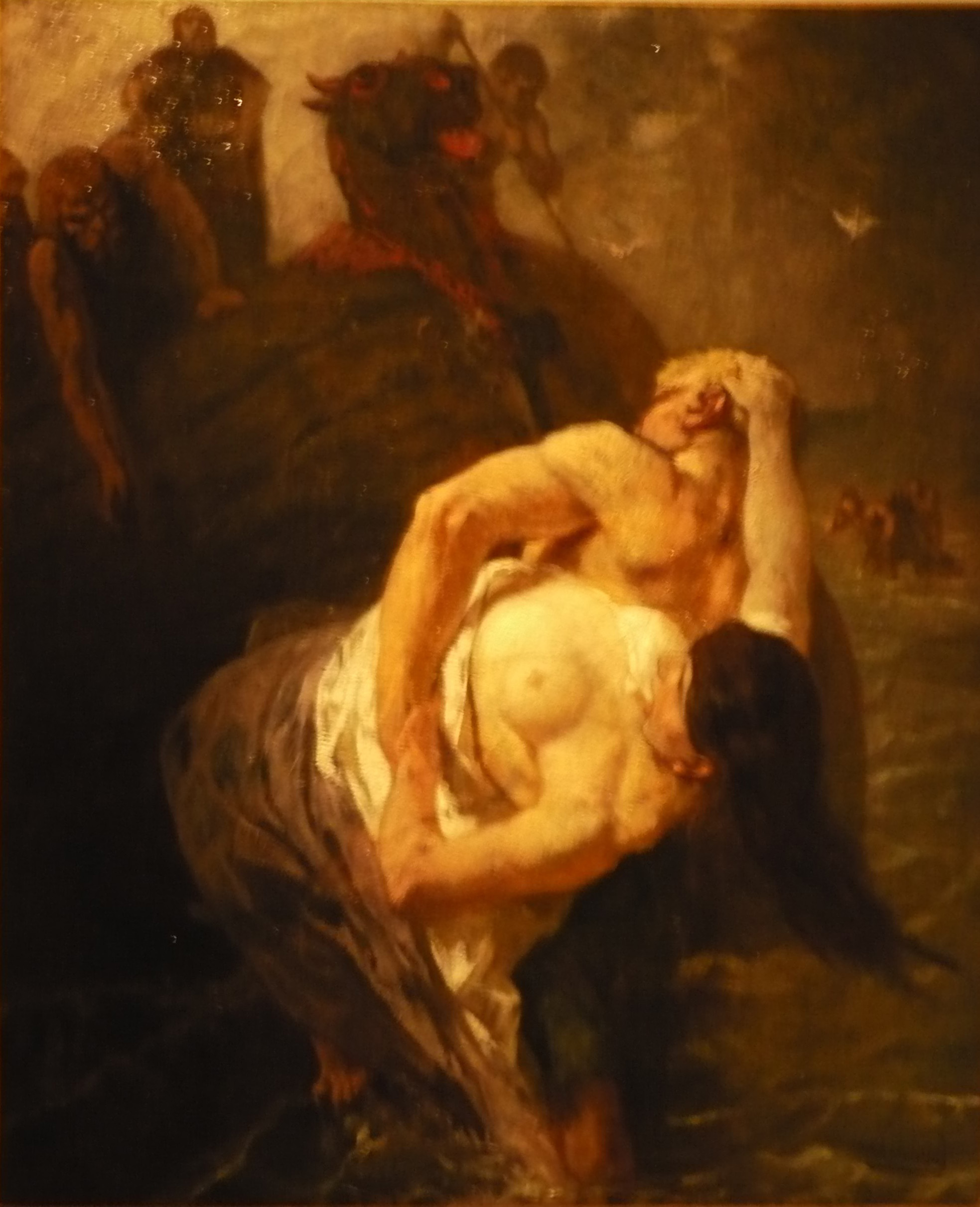
Una representación de vikingos secuestrando a una mujer. Los hombres vikingos a menudo secuestraban a mujeres extranjeras, para casarse o concubinar, de las tierras que habían saqueado. Ilustrado por el pintor francés Évariste Vital Luminais en el.

Otra idea es que la población vikinga había superado el potencial agrícola de su tierra natal. Esto puede haber sido cierto en el oeste de Noruega, donde había pocas reservas de tierra, pero es poco probable que el resto de Escandinavia que estuviera experimentando hambruna.
Por otra parte, algunos estudiosos proponen que la expansión vikinga fue impulsada por un efecto pirámide de población: como el hijo mayor de una familia heredaba habitualmente todo el patrimonio familiar, los hijos menores tenían que buscar su fortuna emigrando o participando en incursiones. Peter Sawyer sugiere que la mayoría de los vikingos emigraron debido al atractivo de poseer más tierras en lugar de la necesidad de tenerlas.
Sin embargo, no se ha demostrado definitivamente que haya habido un aumento de la población, un aumento de la juventud o una disminución de la producción agrícola durante este período. Tampoco está claro por qué esas presiones habrían impulsado la expansión hacia el exterior en lugar de hacia las vastas zonas forestales sin cultivar del interior de la Península Escandinava, aunque tal vez la emigración o las incursiones marítimas hayan sido más fáciles o más rentables que el despeje de grandes zonas de bosque para la agricultura y el pastoreo en una región con un período vegetativo limitado. También es posible que la disminución de la rentabilidad de las viejas rutas comerciales llevara a los vikingos a buscar otras nuevas y más rentables. El comercio entre Europa occidental y el resto de Eurasia puede haber sufrido después de que el Imperio romano perdiera sus provincias occidentales en el siglo V, y la expansión del Islam en el siglo VII puede haber reducido las oportunidades comerciales dentro de Europa occidental al redirigir los recursos a lo largo de la Ruta de la Seda. El comercio en el Mediterráneo estaba en su nivel más bajo de la historia cuando los vikingos comenzaron su expansión. La expansión vikinga abrió nuevas rutas comerciales en tierras árabes y francas, y tomó el control de los mercados comerciales anteriormente dominados por los frisios después de que los francos destruyeran la flota Frisiana.

### Demografía de los asentamientos

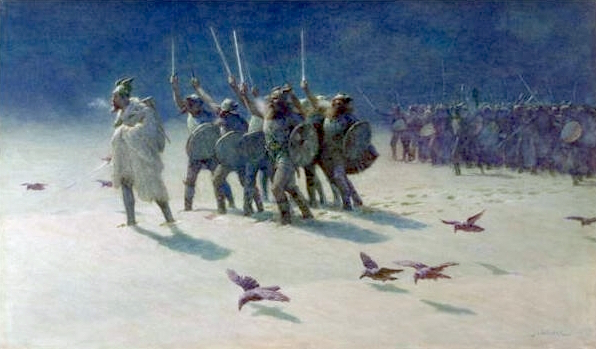
The Ravager, obra de John Charles Dollman, 1909.

Se cree que los asentamientos vikingos en Irlanda y Gran Bretaña eran principalmente empresas masculinas; sin embargo, algunas tumbas muestran una distribución casi igual de hombres y mujeres. El desacuerdo se debe en parte al método de clasificación; la arqueología anterior solía adivinar el sexo biológico a partir de los artefactos funerarios, mientras que la arqueología moderna puede utilizar la osteología para encontrar el sexo biológico, y el análisis isotópico para encontrar el origen -la toma de muestras de ADN no suele ser posible-. Los varones enterrados durante ese período en un cementerio de la Isla de Man tenían principalmente nombres de origen nórdico, mientras que las mujeres de allí tenían nombres de origen indígena. Las mujeres irlandesas y británicas se mencionan en textos antiguos sobre la fundación de Islandia, lo que indica que los exploradores vikingos fueron acompañados allí por mujeres de las islas británicas que llegaron voluntariamente o fueron llevadas por la fuerza. Los estudios genéticos de la población de las islas occidentales y la Isla de Skye también muestran que los asentamientos vikingos fueron establecidos principalmente por vikingos varones que se aparearon con mujeres de las poblaciones locales de esos lugares. Sin embargo, no todos los asentamientos vikingos eran principalmente masculinos. Los estudios genéticos de la población de las islas Shetland sugieren que las unidades familiares formadas por mujeres y hombres vikingos eran la norma entre los migrantes a estas zonas.
Ello puede deberse a que zonas como las Islas Shetland, al estar más cerca de Escandinavia, eran objetivos más adecuados para las migraciones familiares, mientras que los asentamientos fronterizos más al norte y al oeste eran más adecuados para grupos de colonizadores masculinos no vinculados.

## Gran Bretaña e Irlanda

### Inglaterra

Versión moderna de Inglaterra en el año 878, que representa el territorio de Danelaw.

Territorios del rey Canuto 1014-1035. (Téngase en cuenta que las tierras noruegas de Jämtland, Härjedalen, Idre y Särna no están incluidas en este mapa).

Durante el reinado del rey Beorhtric de Wessex (786-802) tres barcos de Northmen desembarcaron en la bahía de Pórtland en Dorset. El administrador local confundió a los vikingos con comerciantes y los dirigió a la finca real cercana, pero los visitantes lo mataron a él y a sus hombres. La primera incursión vikinga planeada que se registró, el 6 de enero de 793, tuvo como objetivo el monasterio de la isla de Lindisfarne, frente a la costa nororiental del reino de Northumbria. Según el cronista anglonormando del siglo XII, Simeón de Durham, los invasores mataron a los monjes residentes o los arrojaron al mar para ahogarlos o se los llevaron como esclavos, junto con algunos de los tesoros de la iglesia de Durham. En el 875, después de soportar ocho décadas de repetidas incursiones vikingas, los monjes huyeron de Lindisfarne, llevando consigo las reliquias de san Cutberto.
En el 794, según la Crónica anglosajona, una pequeña flota vikinga atacó un rico monasterio en Jarrow. Los vikingos encontraron una resistencia más fuerte de lo que esperaban: sus líderes fueron asesinados. Los invasores escaparon, únicamente para que sus barcos vararan en Tynemouth y las tripulaciones fueran asesinadas por los lugareños. Esto representó una de las últimas incursiones en Inglaterra que sufrieron durante unos 40 años. Los vikingos se centraron en Irlanda y Escocia.
Un grupo de bandas hasta entonces no coordinadas de vikingos predominantemente daneses, en el año 865 se unieron para formar un gran ejército y desembarcaron en Anglia Oriental. La Crónica anglosajona describió esta fuerza como el micel hæþen aquí (Gran ejército pagano) y continuó diciendo que estaba liderado por Ivar el Deshuesado y Halfdan Ragnarsson. El ejército cruzó las Tierras Medias hacia Northumbria y capturó a York (reino vikingo de York). En el 871 el ejército de los grandes paganos fue reforzado por lo que se conocía como el «Gran ejército de verano», uno de sus líderes era Guthrum I de Estanglia. En el año 875 el Gran ejército pagano se dividió en dos bandas, con Guthrum liderando una de ellas de vuelta al reino de Wessex, y Halfdan llevando a sus seguidores al norte. Al año siguiente, Halfdan Ragnarsson  repartió la tierra de Northumbria entre sus hombres, quienes «araron la tierra y se mantuvieron a sí mismos», esta tierra fue parte de lo que se conoció como el Danelaw.  
La mayoría de los reinos ingleses, al estar en agitación, no podían enfrentarse a los vikingos, pero el rey Alfredo el Grande derrotó al ejército de Guthrum I de Estanglia en la batalla de Ethandun en el 878. Siguieron el Tratado de Wedmore ese mismo año, y la Paz de Alfredo y de Guthrum en el 886. Estos tratados formalizaron las fronteras de los reinos ingleses y el territorio vikingo de Danelaw, con disposiciones para las relaciones pacíficas entre los ingleses y los vikingos. A pesar de estos tratados, los conflictos continuaron de vez en cuando. Alfredo y sus sucesores eventualmente hicieron retroceder la frontera vikinga y retomaron York.
Una nueva ola de vikingos apareció en Inglaterra en el 947, cuando Erico I de Noruega capturó York. La presencia vikinga continuó durante el reinado del príncipe danés Canuto II de Dinamarca —que reinó como rey de Inglaterra: 1016-1035—, después de lo cual, una serie de argumentos de herencia debilitaron el poder de los herederos de Canuto II.
Cuando el rey Eduardo el Confesor murió en 1066, el rey noruego Harald III de Noruega desafió a su sucesor como rey de Inglaterra, Haroldo II de Inglaterra. Harald fue asesinado, y su ejército noruego derrotado, por Haroldo el 25 de septiembre de 1066 en la batalla de Stamford Bridge. Haroldo II murió cuando Guillermo el Conquistador derrotó al ejército inglés en la batalla de Hastings en octubre de 1066, con lo que Guillermo fue coronado rey de Inglaterra el 25 de diciembre de 1066; sin embargo, pasaron varios años antes de que pudiera poner el reino bajo su completo control. En 1070 el rey danés Svend II de Dinamarca navegó por el Humber con un ejército en apoyo de Edgar Atheling, el último miembro masculino superviviente de la familia real inglesa. Sin embargo, después de capturar York, Svend aceptó un pago de Guillermo para desertar de Edgar. Cinco años después uno de los hijos de Svend zarpó hacia Inglaterra para apoyar otra rebelión inglesa, pero había sido aplastada antes de que la expedición llegara, así que se conformaron con saquear la ciudad de York y sus alrededores antes de volver a casa.
En 1085 el hijo de Svend, ahora Canuto IV de Dinamarca planeó una gran invasión contra Inglaterra pero la flota reunida nunca navegó, y no hubo más invasiones danesas serias contra Inglaterra después de esto. Aunque, algunas incursiones ocurrieron durante los problemas del reinado de Esteban de Inglaterra, cuando el rey Øystein II de Noruega aprovechó la guerra civil para saquear la costa este de Inglaterra, principalmente Hartlepool y Whitby, así como incursionando en la costa de Yorkshire. Sin embargo, la intención era atacar, no conquistar, y la conclusión de estas incursiones, marcó el fin de la era vikinga inglesa.

### Escocia

Mapa del Reino de Mann y las Islas y del condado de las Orcadas.

La abadía de Iona en la costa oeste fue asaltada por primera vez en el 794, y tuvo que ser abandonada unos cincuenta años más tarde después de varios ataques devastadores. Aunque hay pocos registros del primer período, se cree que la presencia escandinava en Escocia aumentó en la década del 830. Hay alguna evidencia de tal movilidad, como las actividades misioneras irlandesas en Islandia y las Islas Feroe en el siglo VIII, pero tampoco eso es concluyente.
Las islas al norte y oeste de Escocia fueron fuertemente colonizadas por vikingos noruegos. Shetland, Orcadas y las Hébridas quedaron bajo control nórdico, a veces como feudos bajo el rey de Noruega, y otras veces como entidades separadas bajo los reyes de las Islas, el condado de Orcadas y los posteriores reyes de Mann y las Islas. Las islas Shetland y Orcadas fueron las últimas en incorporarse a Escocia en una fecha tan tardía como 1468.

### Gales
Gales no fue colonizada por los vikingos de manera significativa como en el este de Inglaterra. Sin embargo, los vikingos se asentaron en pequeño número en el sur, alrededor de Saint David's, Haverfordwest y Gower. Quedan como prueba del asentamiento nórdico topónimos como Skokholm, Skomer y Swansea, pero los vikingos no pudieron establecer un estado propio ni controlar Gales debido a las poderosas fuerzas de los reyes galeses y, a diferencia de Escocia, la aristocracia resultó relativamente ilesa.
Sin embargo, tras la exitosa alianza vikinga con Bretaña en el 865, los británicos hicieron las paces con los daneses, y una alianza vikinga/galesa en el 878 derrotó a un ejército anglosajón de Mercia. Aunque los galeses habían sido durante mucho tiempo enemigos del reino anglosajón de Mercia, su relación con el reino anglosajón de Wessex era algo más cálida. La Crónica anglosajona del 893, por ejemplo, se refiere a los vikingos perseguidos por una fuerza combinada de sajones del oeste y del norte de Gales a lo largo del río Severn. El ejército combinado anglosajón y galés finalmente superó a los vikingos y pudo derrotarlos en la batalla de Buttington.
La ciudad de Swansea, fue fundada por Svend I de Dinamarca, que en 1013 era rey de los daneses, anglosajones y noruegos. El nombre inglés de la ciudad deriva del nórdico antiguo: Sveinsey, que significa «isla de Sweyn» o «ensenada de Sweyn». La vecina península de Gower tiene algunos nombres de lugares de origen nórdico.  Por ejemplo, Worm's Head es de origen nórdico antiguo: ormr, palabra para serpiente o dragón, ya que los vikingos creían que la isla en forma de serpiente era un dragón dormido. A unos 32 kilómetros al oeste de Cardiff, en la costa del Vale of Glamorgan, se encuentra la isla semi inundada de Tusker Rock, que toma su nombre de Tuska, el vikingo que estableció un asentamiento en la zona.

### Cornualles
La Crónica anglosajona informó que los hombres paganos (los daneses) asaltaron Charmouth, Dorset en el 833, luego en el 997 destruyeron la ciudad de Lydford en Dartmoor, y en 1001 hasta 1003 ocuparon la antigua ciudad romana de Exeter.
Los córnicos fueron subyugados por el rey Athelstan, de Inglaterra, en el 936 y la frontera finalmente se estableció en el río Tamar. Sin embargo, los córnicos permanecieron semiautónomos hasta su anexión a Inglaterra después de la conquista normanda.

### Irlanda

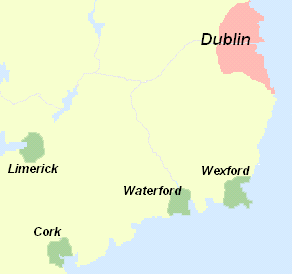
Mapa que muestra las áreas de control nórdico en Irlanda en el.

Los vikingos llevaron a cabo extensas incursiones en Irlanda y fundaron muchas ciudades, incluyendo Dublín, Limerick, Wexford, Waterford, Wicklow, Arklow y Leixlip. La literatura, la artesanía y los estilos decorativos de Irlanda y Gran Bretaña reflejaban la cultura escandinava. Los vikingos comerciaban en los mercados irlandeses de Dublín. En las excavaciones se encontraron tejidos importados de Inglaterra, Bizancio, Persia y Asia central. Dublín aumentó tanto en el siglo XI que se construyeron casas fuera de los muros de la ciudad. 
Los vikingos saquearon los monasterios de la costa oeste de Irlanda en el 795, y luego se extendieron para cubrir el resto de la costa. El norte y el este de la isla fueron los más afectados. Durante los primeros 40 años, las incursiones fueron llevadas a cabo por pequeños grupos de vikingos. A partir del 830, los grupos consistieron en grandes flotas de barcos vikingos y a partir de una década después, los vikingos comenzaron a establecer bases permanentes en las costas. Dublín fue el asentamiento más importante a largo plazo. Los irlandeses se acostumbraron a la presencia y la cultura vikinga, en algunos casos se convirtieron en aliados y también se casaron con ellos.
Los Anales de Úlster afirman que en el 821 los vikingos saquearon un pueblo irlandés y «se llevaron un gran número de mujeres al cautiverio».
En el año 832, una flota vikinga de unos 120 barcos bajo el mando de Turgesius invadió los reinos de las costas norte y este de Irlanda. Algunos creen que el aumento del número de invasores coincidió con los deseos de los líderes escandinavos de controlar las rentables incursiones en las costas occidentales de Irlanda. A mediados de la década del 830, las incursiones comenzaron a adentrarse más en Irlanda, las vías navegables hicieron posible esta penetración más profunda. Después del 840, los vikingos tenían varias bases en lugares estratégicos de toda Irlanda.
En el 838, una pequeña flota vikinga entró en el río Liffey en el este de Irlanda, probablemente liderada por el cacique Saxolb (Soxulfr) que fue asesinado más tarde ese año. Los vikingos establecieron una base, que los irlandeses llamaron Longphort. Este Longphort se convertiría eventualmente en Dublín. Después de esta interacción, los irlandeses experimentaron las fuerzas vikingas durante unos 40 años. Los vikingos también establecieron longphorts en Cork, Limerick, Waterford y Wexford. Fueron expulsados de Irlanda por un corto período en el 902, pero volvieron a Waterford en el 914 para fundar lo que se convertiría en la primera ciudad de Irlanda. Los otros longphorts pronto fueron reocupados y se desarrollaron en ciudades y pueblos.

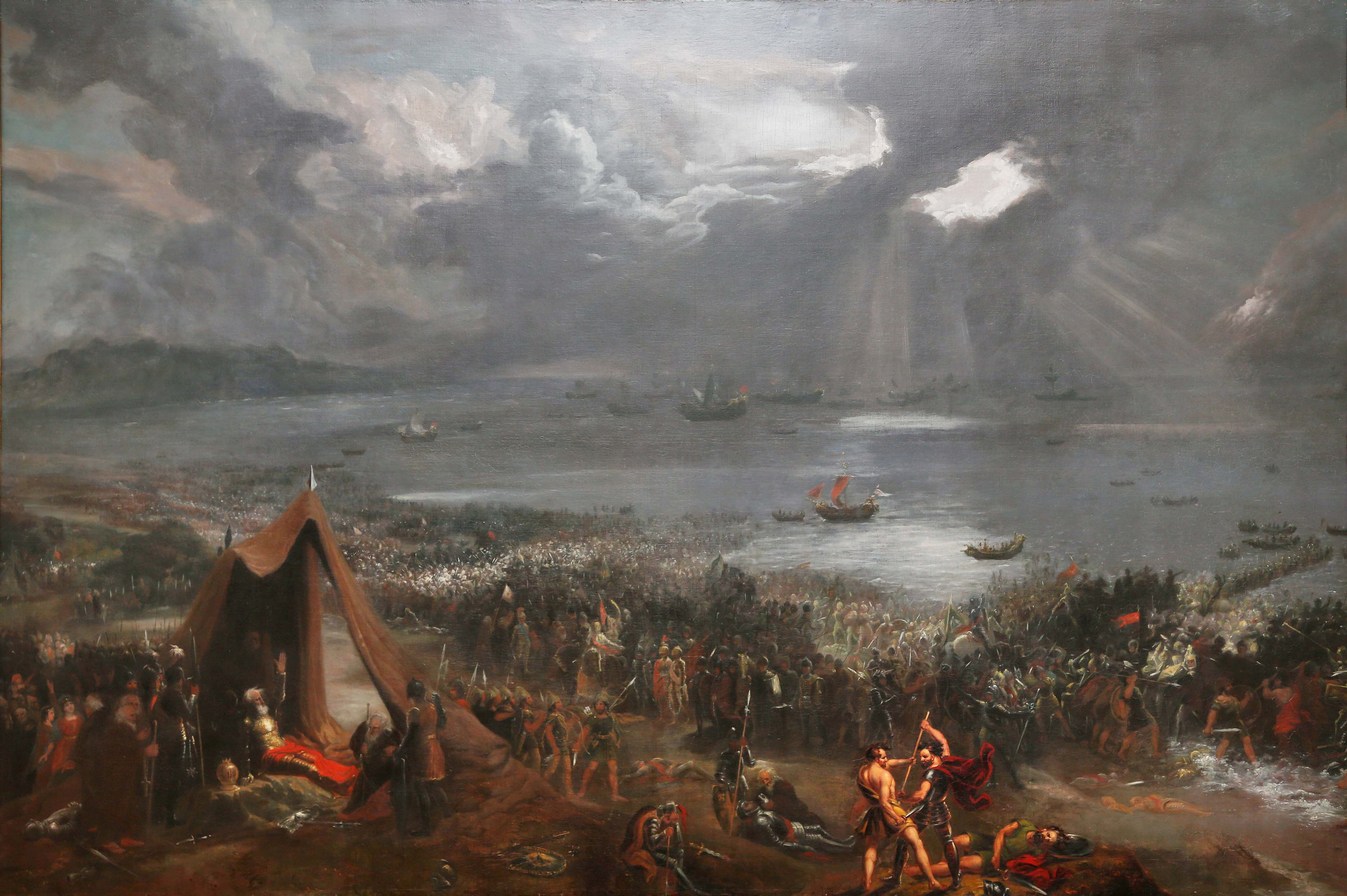
Batalla de Clontarf, pintura de Hug Frazer (1826).

La última gran batalla irlandesa en la que participaron vikingos fue la batalla de Clontarf del año 1014, en la que una gran fuerza del mundo pan-vikingo y sus aliados irlandeses se opusieron a Brian Boru, entonces Rey Supremo de Irlanda y sus fuerzas, un pequeño contingente de los cuales eran desertores vikingos. La batalla se libró en lo que ahora es el suburbio de Dublín de Clontarf el Viernes Santo de ese año. Brian Boru, el rey Supremo de Irlanda, había permitido al rey vikingo de Dublín, Sigtrygg Silkiskegg, un año para prepararse para su próximo asalto. La salvaje melé entre los fuertemente enviados nórdicos y los gaélicos sin armadura, pero impertérritos, terminó en una derrota de los vikingos y sus aliados irlandeses. Ambos bandos tomaron cuentas cuidadosamente durante la batalla, y así muchos guerreros famosos se buscaron el uno al otro para el combate personal y la gloria. El rey Supremo Brian, que tenía casi ochenta años, no se involucró personalmente en la batalla pero se retiró a su tienda donde pasó el día rezando en silencio. El vikingo  Bróðir se topó con la tienda de Brian mientras huía del campo de batalla y junto con algunos otros seguidores, aprovecharon la oportunidad sorprendiendo y matando al anciano Brian. Wolfur el Peleón, más tarde localizó y mató a Bróðir por destripamiento. La batalla de Clontarf estuvo bastante igualada durante la mayor parte del día y cada bando tenía un gran respeto por la destreza del otro; sin embargo, al final, los irlandeses obligaron a los nórdicos a volver al mar. Muchos de los vikingos que huían se ahogaron en las olas debido a sus pesados abrigos de malla, mientras luchaban por la seguridad de sus naves de carga; otros fueron perseguidos y asesinados tierra adentro. Después de la batalla, el poder vikingo desapareció en Irlanda para siempre, aunque muchos nórdicos asentados permanecieron en las ciudades y prosperaron enormemente con los irlandeses a través del comercio. Con Brian muerto, Irlanda volvió al reino fracturado que había sido, pero estaba libre de la depredación vikinga.

## Europa continental

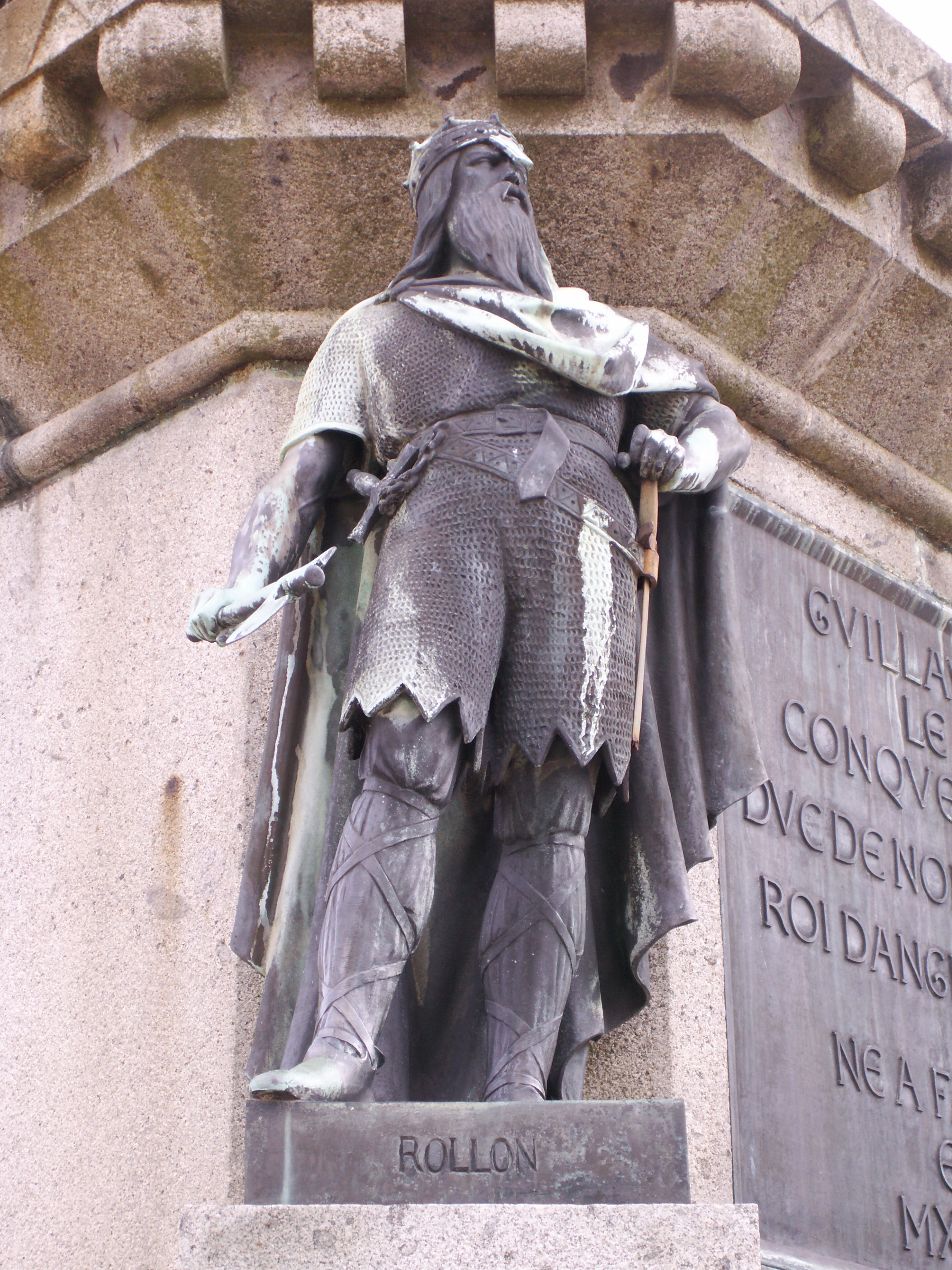
Escultura de Hrolf Ganger, duque de Normandía.

### Normandía
El nombre de Normandía en sí denota el origen vikingo, después de su asentamiento cuando se conoció como Northmanni o «hombres del norte».
La presencia vikinga en Normandía comenzó con incursiones en el territorio del Imperio franco, desde mediados del siglo IX, las cuales se extendieron profundamente en el territorio franco e incluyeron el saqueo de muchas ciudades prominentes como Ruan, París y la abadía de Jumièges. La incapacidad del rey franco Carlos el Calvo, y más tarde de Carlos III el Simple, para evitar estas incursiones vikingas les obligó a ofrecer enormes pagos de plata y oro para evitar cualquier otro saqueo. Estos pagos fueron de corta duración y los invasores daneses siempre regresaban por más.
El ducado de Normandía fue creado para el líder vikingo Hrolf Ganger —también conocido como Rollo—, después de haber sitiado París. En el 911, Hrolf entró en vasallaje con rey de los francos occidentales Carlos el Simple a través del Tratado de Saint-Clair-sur-Epte. Este tratado hizo de Hrolf el primer Dux Normannorum, además, aceptó ser bautizado al casarse con Gisela de Francia, la hija ilegítima de Carlos. A cambio de su homenaje y lealtad, Hrolf ganó legalmente el territorio que él y sus aliados vikingos habían conquistado previamente.
Los descendientes de Hrolf y sus seguidores adoptaron las lenguas galorromances locales y se casaron con los habitantes originales de la zona, convirtiéndose en los normandos —una mezcla normanda francófona de escandinavos y francos y galos indígenas—. El idioma normando reflejaba en gran medida la influencia del danés, ya que muchas palabras —especialmente las relativas a la navegación— se tomaron prestadas del nórdico antiguo, o del danés antiguo. Más que el idioma en sí, la toponimia normanda conserva una fuerte influencia nórdica. Sin embargo, únicamente se han encontrado algunos rastros arqueológicos: espadas sacadas del río Sena entre su estuario y Ruan, la tumba de una vikinga en Pîtres, los dos martillos de Thor en Saint-Pierre-de-Varengeville y Sahurs, y más recientemente la horda de monedas vikingas en Saint-Pierre-des-Fleurs.
Guillermo I de Inglaterra, duque de Normandía (el Conquistador) y descendiente de Horlf, se convirtió en rey de Inglaterra después de que derrotó a Haroldo II de Inglaterra y su ejército en la batalla de Hastings en octubre de 1066. Como rey de Inglaterra, conservó el feudo de Normandía para él y sus descendientes. Los reyes de Inglaterra reclamaron Normandía, así como sus otras posesiones en Francia, lo que llevó a varias disputas con los franceses. Esto culminó con la confiscación francesa de Gascuña que precipitó lo que se conoció como la Guerra de los Cien Años, en 1337.

### Francia occidental y oriental
El oeste y Francia central sufrieron más severamente que el este de Francia durante las incursiones vikingas del siglo IX. El reinado de Carlos el Calvo coincidió con algunas de las peores de estas incursiones, aunque tomó medidas, por medio del Edicto de Pistres en el año 864, para asegurar un ejército permanente de caballería bajo control real y poder ser llamado, en todo momento cuando fuera necesario, para defenderse de los invasores. También ordenó la construcción de puentes fortificados para evitar incursiones en el interior.
En los siglos IX y X, los vikingos asaltaron las ciudades frisonas y francas, en grandes partes indefensas, situadas en la costa y a lo largo de los ríos de los Países Bajos. Aunque los vikingos nunca se asentaron en gran número en esas áreas, establecieron asentamientos a largo plazo e incluso fueron reconocidos como señores en algunos casos. Se establecieron en Saint-Florent-le-Vieil en la desembocadura del río Loira, en Taillebourg en la mitad del Charente Marítimo, también alrededor de Bayona en las orillas del río Adur, en Noirmoutier y obviamente en el río Sena (Ruan) en lo que se convertiría en Normandía. 
Amberes fue asaltada en el 836. Más tarde hubo incursiones en Gante, Kortrijk, Tournai, Lovaina y las áreas alrededor del río Mosa, el Rin, el  Rupel y los afluentes de esos ríos. Las incursiones se llevaron a cabo desde las bases establecidas en Asselt, Walcheren, Wieringen y Elterberg (o Eltenberg, una pequeña colina cerca de Elten). En la tradición histórica holandesa y frisona, el principal centro de comercio frisón de Dorestad declinó después de las incursiones vikingas de 834 a 863; sin embargo, como no se han encontrado pruebas arqueológicas convincentes de los vikingos en el sitio (hasta el 2007), las dudas al respecto han aumentado en los últimos años.
Una de las familias vikingas más importantes de los Países Bajos fue la de Rorik de Dorestad (con sede en Wieringen) y su hermano Harald el Joven (con sede en Walcheren). Alrededor del 850, Lotario I reconoció a Rorik como gobernante de la mayor parte de Frisia. Y de nuevo en el 870 Rorik fue recibido por Carlos el Calvo en Nimega, de quien se convirtió en vasallo. Las incursiones vikingas continuaron durante este período. El hijo de Haraldo, Rodulf Haraldsson, y sus hombres fueron asesinados por la gente de Ostergo el año 873. Rorik murió en algún momento antes del año 882.
Tesoros vikingos enterrados, consistentes principalmente en plata, han sido encontrados en los Países Bajos. Dos de estos tesoros han sido encontrados en Wieringen. Un gran tesoro encontrado en Wieringen en 1996 data de alrededor del 850 y se cree que tal vez esté relacionado con Rorik. El entierro de tan valioso tesoro se considera una indicación de que había un asentamiento permanente en Wieringen.

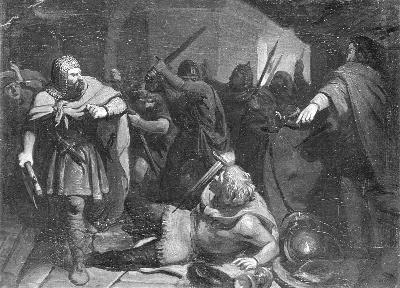
Asesinato de Godofredo de Frisia. Jacobus van Dijck (1817-1896).

Alrededor del año 879, Godofredo de Frisia llegó a tierras frisonas como la cabeza de una gran fuerza que aterrorizó a los Países Bajos. Usando Gante como su base, arrasaron la propia Gante junto con Maastricht, Lieja, Stavelot, Prüm, Colonia y Coblenza. Controlando la mayor parte de Frisia entre el 882 y su muerte en el 885, Godofredo fue conocido por la historia como Godfrid, duque de Frisia. Su señorío sobre Frisia fue reconocido por Carlos III el Gordo, le concedió el ducado de Frisia y se convirtió en vasallo de Carlos III. En el sitio de Asselt del 882, los francos sitiaron un campamento vikingo en Asselt en Frisia. Aunque los vikingos no fueron forzados por las armas a abandonar su campamento, se vieron obligados a llegar a un acuerdo en el que su líder, Godofredo, se convirtió al cristianismo. Fue asesinado en el año 885, después de lo cual Gerolfo II de Holanda asumió el señorío y el gobierno vikingo de Frisia llegó a su fin.
Las incursiones vikingas en los Países Bajos continuaron durante más de un siglo. Restos de ataques vikingos que datan del 880 al 890 han sido encontrados en Zutphen y Deventer. Los últimos ataques tuvieron lugar en Tiel en 1006 y en Utrecht el año 1007.

### Península ibérica

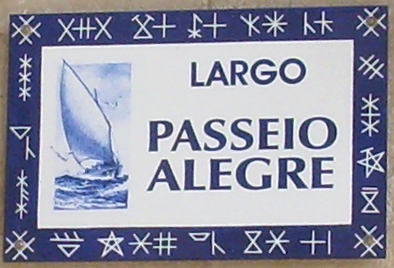
Una placa de calle en Póvoa de Varzim, Portugal, con Siglas poveiras (describiendo los nombres de las familias locales), relacionadas con los Bomärken escandinavos. El barco dibujado (Poveiro), algunos investigadores dicen que se deriva del arquetipo del barco vikingo.

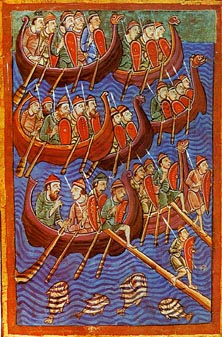
Representación de una flota vikinga del.

Comparada con el resto de Europa occidental, la península ibérica parece haber sido poco afectada por la actividad vikinga, tanto en el norte cristiano como en el sur musulmán. En algunas de sus incursiones en Iberia, los vikingos fueron aplastados por el reino de Asturias o los ejércitos del emirato de Córdoba.
Nuestro conocimiento de los vikingos en Iberia se basa principalmente en relatos escritos, muchos de los cuales son mucho más tardíos que los eventos que pretenden describir, y a menudo también ambiguos sobre los orígenes o la etnia de los asaltantes que mencionan. Una pequeña evidencia arqueológica posible ha salido a la luz, pero la investigación en esta área está en curso. La actividad vikinga en la península ibérica parece haber comenzado a mediados del siglo IX como una extensión de sus incursiones y el establecimiento de bases en Francia, pero aunque los vikingos pueden haber invernado allí, todavía no hay pruebas de comercio o asentamiento.
El evento más prominente y probablemente más significativo fue una incursión en el 844, se adentró por el río Garona, y empujados por una tormenta terminaron llegando hasta Galicia. Cuando los vikingos atacaron La Coruña se encontraron con el ejército del rey Ramiro I y fueron fuertemente derrotados. Muchas de las bajas de los vikingos fueron causadas por las balistas de los gallegos: poderosas armas de proyectiles de torsión que parecían más bien ballestas gigantes. Sesenta de los barcos de los vikingos fueron capturados en la playa y quemados y obligaron al resto de atacantes a huir hacia el sur.
Luego en el sur, procedieron asaltando Lisboa y Sevilla en ese mismo año 844. Esta incursión vikinga en Sevilla parece haber constituido un ataque significativo.
Entre los años 859-861 hubo otra oleada de incursiones vikingas, aparentemente por un solo grupo. A pesar de algunas historias elaboradas en fuentes recientes, poco se sabe con certeza sobre estos ataques. Después de incursiones infructuosas tanto en el norte de Iberia como en al-Ándalus, los vikingos parecen también haber atacado otros objetivos mediterráneos —posiblemente, incluyendo Italia, Alejandría y Constantinopla— y tal vez invernando en Francia.
La evidencia de la actividad vikinga en Iberia desaparece después de la década del 860, hasta la década de los años 960-970, cuando una serie de fuentes como la de los historiadores Dudon de Saint-Quentin, Ibn Hayyan, e Ibn Idhari, junto con una serie de cartas documentales de la Iberia cristiana, aunque individualmente no son fiables, en conjunto ofrecen pruebas convincentes de las incursiones vikingas en Iberia en las décadas del 960 y el 970.
Fragmentos de hueso de ratón de los siglos X-XI encontrados en Madeira, junto con el ADN mitocondrial de ratones de Madeira, sugiere que los vikingos también vinieron a Madeira (trayendo ratones con ellos), mucho antes de que la isla fuera colonizada por Portugal.
La evidencia bastante extensa de incursiones vikingas menores en Iberia continúa a principios del siglo XI en narraciones posteriores —incluidas algunas sagas islandesas— y en las cartas del norte de Iberia. A medida que la era vikinga llegaba a su fin, los escandinavos y los normandos continuaron teniendo oportunidades de visitar e invadir Iberia, mientras los de la península se dirigían a Tierra Santa para peregrinar en cruzadas, o en conexión con las conquistas normandas en el Mediterráneo. Ejemplos clave en la literatura de esta saga son Sigurd I de Noruega (rey de Noruega 1103-1130) y Ragnvald Kali Kolsson (muerto en 1158).

### Italia y Sicilia
Alrededor del año 860, Ermentario de Noirmoutier y los Annales Bertiniani de la abadía de San Bertin proporcionan pruebas contemporáneas de vikingos con base en Francia que se dirigían a Iberia y de ahí a Italia.
Tres o cuatro piedras rúnicas varegas suecas del siglo XI mencionan Italia, recordando a los guerreros que murieron en 'Langbarðaland', el nombre nórdico antiguo del sur de Italia (Longibardia minor). Parece claro que en vez de ser normandos, estos hombres eran mercenarios varegos luchando por Bizancio. Los varegos pueden haber sido desplegados primero como mercenarios en Italia contra los árabes ya en el 936.
Más tarde, varios nobles anglo-daneses y noruegos participaron en la conquista normanda de Italia Meridional. Harald III de Noruega, que más tarde se convirtió en rey de Noruega, parece haber participado en la conquista normanda de Sicilia entre 1038 y 1040, bajo el mando de Guillermo Brazo de Hierro, que ganó su apodo al derrotar al emir de Siracusa en combate singular, y a un contingente lombardo, dirigido por Arduino. Estuvo allí Edgar Atheling, que dejó Inglaterra en 1086. El jarl Erling Skakke ganó su apodo después de una batalla contra los árabes en Sicilia. Por otra parte, muchos rebeldes anglo-daneses que huían de Guillermo el Conquistador, se unieron a los bizantinos en su lucha contra Roberto Guiscardo, duque de Apulia, en el sur de Italia.

### Levante islámico

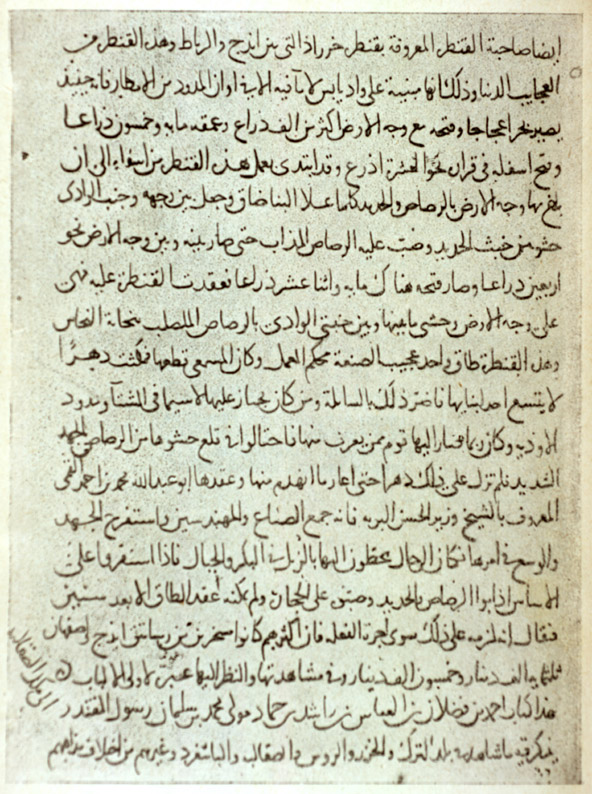
Manuscrito de la crónica de Ahmad ibn Fadlan.

El conocido Harald III de Noruega, también serviría al emperador bizantino en Palestina, así como en las incursiones en el norte de África, el Medio Oriente hasta Armenia y la isla de Sicilia en el siglo XI, como se relata en su conjunto de sagas nórdicas Heimskringla, por Snorri Sturluson.
Las pruebas de las empresas nórdicas en Arabia y Asia central pueden encontrarse en las piedras rúnicas erigidas en Escandinavia por los parientes de los aventureros vikingos caídos. Varias de ellas se refieren a hombres que murieron en Serkland (posiblemente Arabia).
Mientras tanto, en el Mediterráneo oriental, los nórdicos (llamados Rus') eran vistos más como «guerreros comerciantes» ya que estaban principalmente asociados con el comercio y los negocios. De hecho, uno de los únicos relatos detallados de un entierro vikingo proviene de las crónicas de Ahmad ibn Fadlan. A veces esta relación comercial se rompía con la violencia - las armadas rusas hicieron incursiones en el mar Caspio por lo menos en tres ocasiones, en los años 910, 912 y 943.

### Europa oriental
Los vikingos se asentaron en las zonas costeras a lo largo del mar Báltico y a lo largo de los ríos interiores de los territorios rusos como Stáraya Ládoga, Veliki Nóvgorod y a lo largo de las principales vías fluviales del Imperio bizantino.

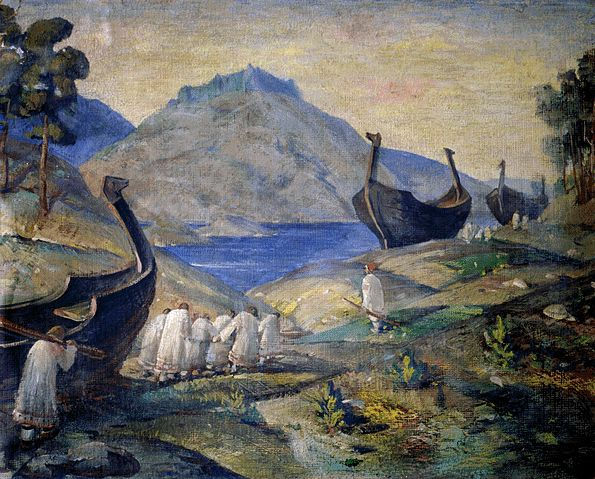
Rus' varegos y sus drakkar en Garðaríki, por Nikolái Roerich.

Los varegos o varangios (en idioma ruso y ucraniano: Варяги, Varyagui/Varyahy) a veces llamados varengos, eran escandinavos que emigraron hacia el este y el sur a través de lo que hoy es Rusia, Bielorrusia y Ucrania principalmente en los siglos IX y X. Comprometidos con el comercio, la colonización, la piratería y las actividades mercenarias, vagaron por los sistemas fluviales y los puertos de Garðaríki, llegando y asentándose en el mar Caspio y Constantinopla.
Se dice que la participación real de los varegos llegó después de que las tribus eslavas de la región les pidieran que vinieran a establecer el orden, ya que esas tribus estaban en constante guerra entre sí («Nuestro país es rico e inmenso, pero está desgarrado por el desorden. Venid a gobernarnos y a reinar sobre nosotros».) Las tribus se unieron y gobernaron bajo el liderazgo de Riúrik, líder de un grupo de varegos, quien había logrado establecer un conjunto de ciudades y puestos comerciales a lo largo de los ríos Volga y Dniéper, que eran perfectos para el comercio con el Imperio bizantino, los sucesores de Riúrik pudieron conquistar y unir las ciudades a lo largo de las orillas de estos ríos , y establecer el Kanato de Rus'. A pesar de la distinción de los varegos de las tribus eslavas locales al principio, en el siglo X los varegos comenzaron a integrarse en la comunidad local, y a finales del siglo XII había surgido un nuevo pueblo: los rus'.

#### Georgia

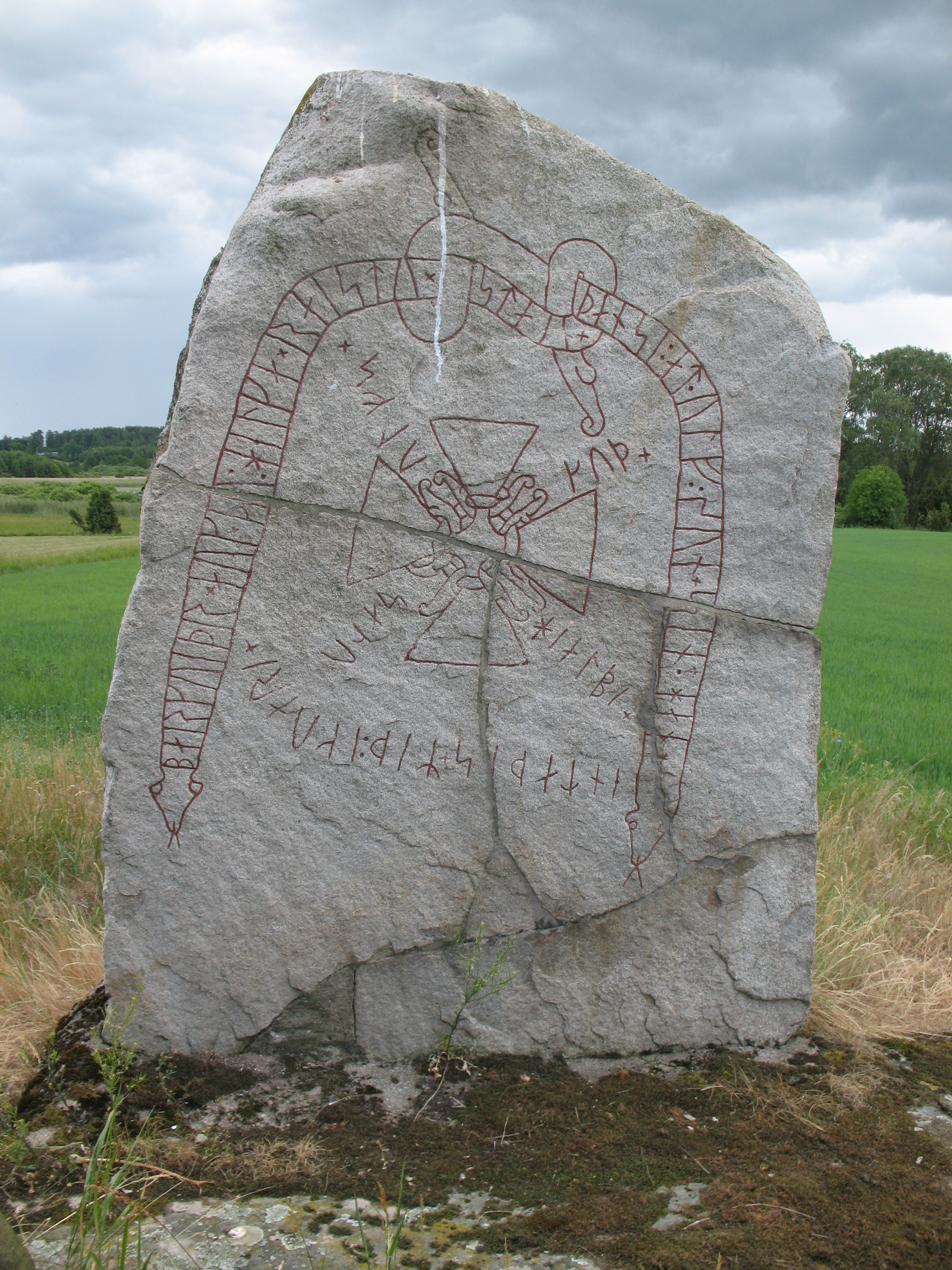
Piedra rúnica Sö 9. Donde aparece el nombre de Ingvarr.

Alrededor de 1036, los varegos aparecieron cerca de la aldea de Bashi en el río Rioni, para establecer un asentamiento permanente de vikingos al reino de Georgia. Las Crónicas georgianas los describieron como 3.000 hombres que habían viajado desde Escandinavia a través de la actual Rusia, remando por el río Dniéper y a través del mar Negro. El rey Bagrat IV les dio la bienvenida a Georgia y aceptó a algunos de ellos en el ejército georgiano; varios cientos de vikingos lucharon al lado de Bagrat en la batalla de Sasireti en 1047.
Otros vikingos continuaron hacia el oeste, desapareciendo después de la historia. Investigadores suecos han sugerido recientemente que la historia de las Crónicas georgianas trata de la expedición sueca del cacique vikingo Ingvar den Vittfarne (Ingvar el Viajero), que aparece en muchas piedras rúnicas en el centro de Suecia.

## Atlántico Norte

### Islandia

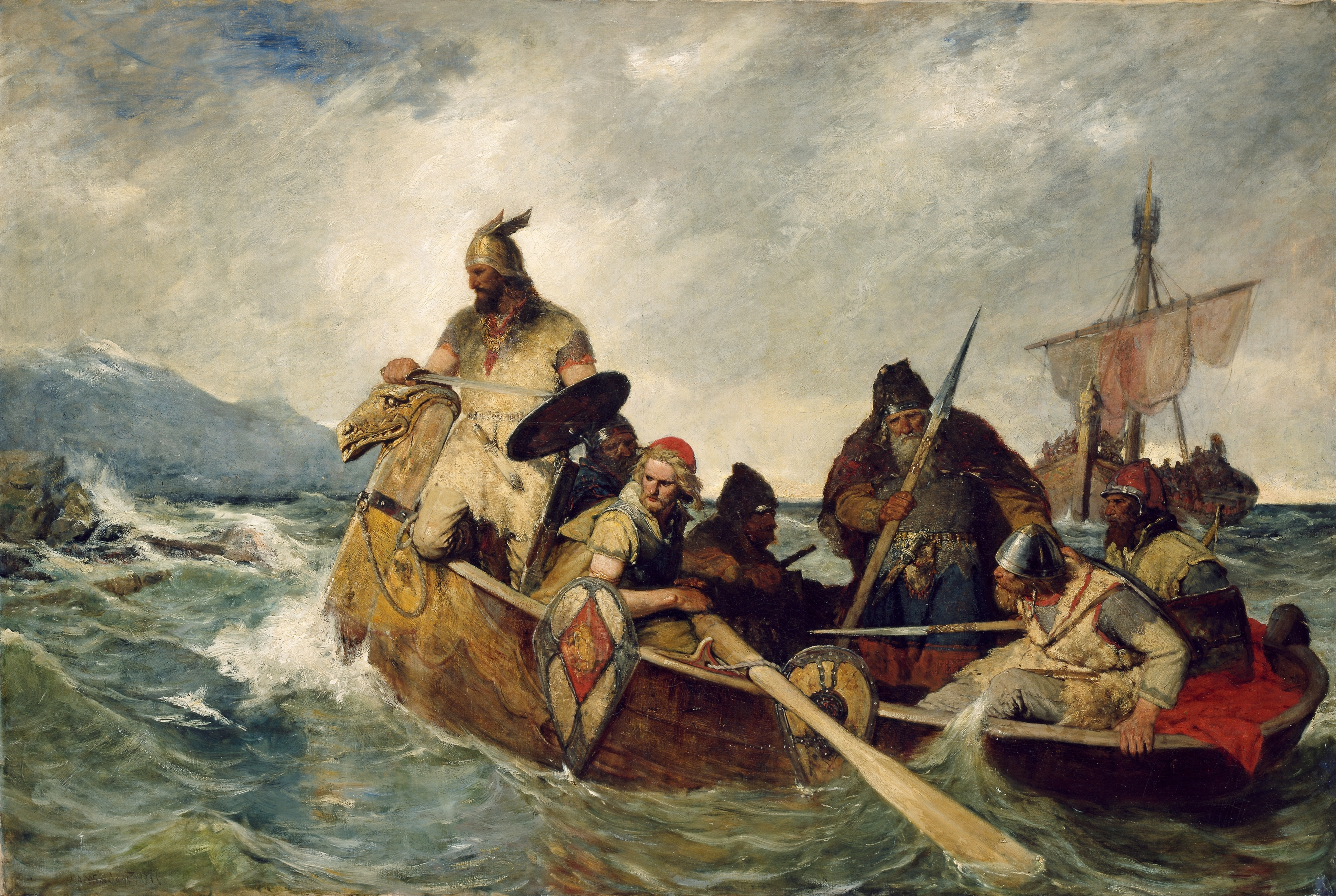
Noruegos desembarcan en Islandia en el 872.

Islandia fue descubierta por Naddoddr, uno de los primeros colonos de las Islas Feroe, que navegaba desde Noruega a las Islas Feroe pero se perdió y se dirigió a la costa este de Islandia. Naddoddr llamó al país Snæland (Tierra de la Nieve). El marinero sueco Gardar Svavarsson también se desvió accidentalmente a la costa de Islandia. Descubrió que el país era una isla y la nombró Garðarshólmi (literalmente, el Islote de Garðar) y se quedó durante el invierno en Húsavík. El primer escandinavo que navegó deliberadamente a Garðarshólmi fue Hrafna-Flóki Vilgerðarson quien se instaló durante un invierno en Vatnsfjörður, Barðaströnd. Era un invierno frío, y cuando vio algo de hielo a la deriva en los fiordos le dio a la isla su nombre actual, Ísland (Islandia).
Islandia se estableció por primera vez alrededor del año 870. Se suele considerar que el primer colono permanente en Islandia fue un cacique noruego llamado Ingólfur Arnarson. Según la historia, arrojó dos pilares tallados (öndvegissúlur), por la borda al acercarse a tierra, prometiendo asentarse dondequiera que aterrizaran. Luego navegó a lo largo de la costa hasta que los pilares fueron encontrados en el suroeste de la península, ahora conocido como Reikiavik. Allí se estableció con su familia alrededor del año 874, en un lugar que llamó Reikiavik (Bahía de los Humos) debido al vapor geotérmico que se elevaba de la tierra. Sin embargo, se reconoce que Ingólfur Arnarson puede no haber sido el primero en establecerse permanentemente en Islandia —puede haber sido Náttfari, un esclavo de Gardar Svavarsson que se quedó atrás cuando su amo regresó a Escandinavia—. 

### Groenlandia

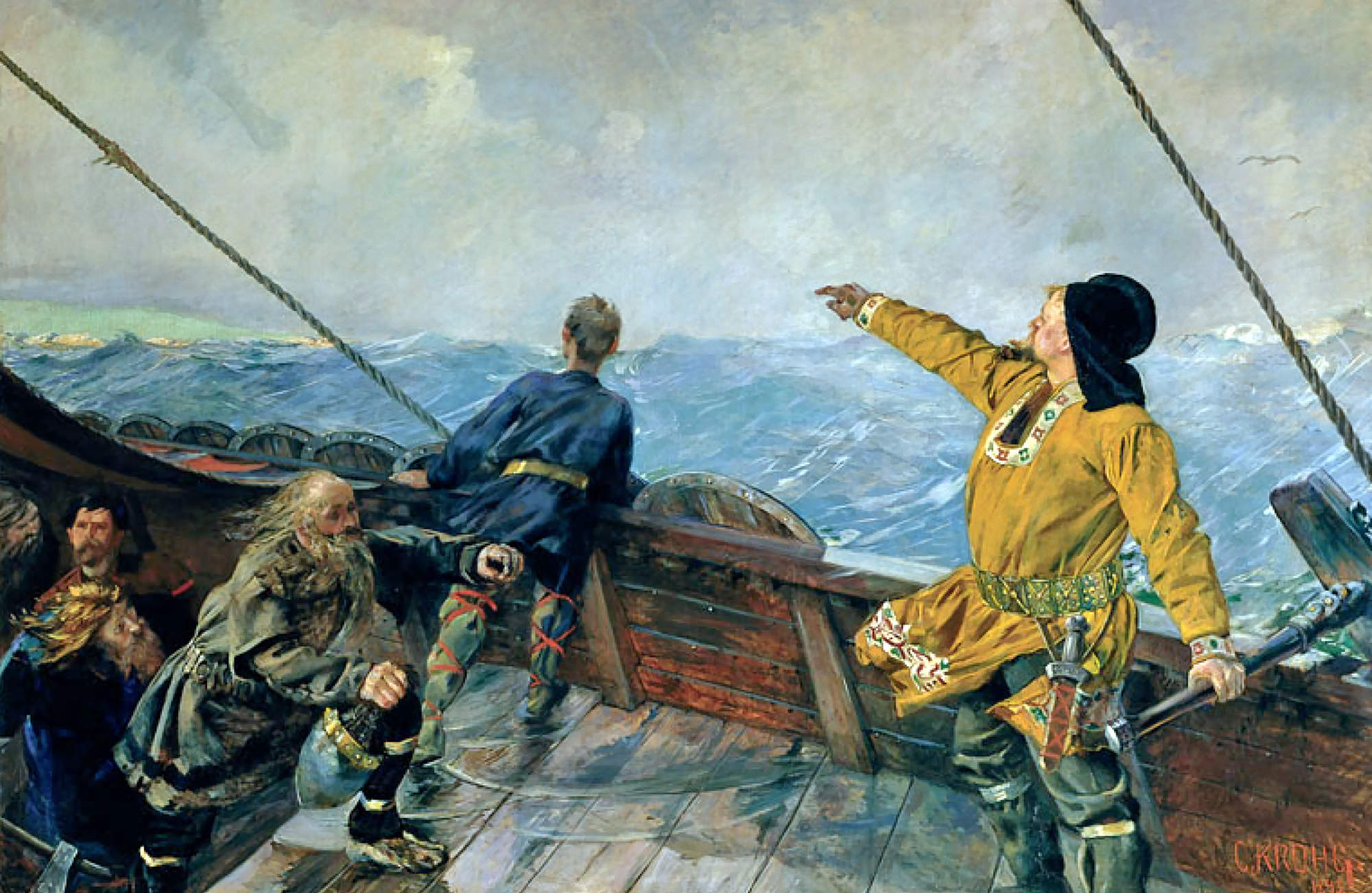
Leif Erikson descubre América, representación en pintura de Christian Krohg (1893).

En el año 985, se cree que Erik el Rojo  descubrió Groenlandia después de haber sido exiliado de Islandia por asesinato en 982. Tres años más tarde, en 986, Erik el Rojo regresó con 14 barcos supervivientes (de los 25 que se embarcaron en la expedición). Dos zonas a lo largo de la costa sudoeste de Groenlandia fueron colonizadas por colonos nórdicos, incluido Erik el Rojo, alrededor de 986. La tierra era, en el mejor de los casos, marginal para la agricultura pastoral nórdica. Los colonos llegaron durante una fase cálida, en la que se podían cultivar cosechas de corta duración como el centeno y la cebada. También se criaron ovejas y ganado resistente para la alimentación, la lana y los cueros. Su principal exportación era el marfil de morsa, que se comercializaba para obtener hierro y otros bienes que no se podían producir localmente. Groenlandia se convirtió en una dependencia del rey de Noruega en 1261. Durante el siglo XIII, la población puede haber llegado a ser de hasta 5.000 habitantes, divididos entre los dos principales asentamientos de Eystribygð (Asentamiento Oriental) y Vestribygð (Asentamiento Occidental). La organización de estos asentamientos giraba principalmente en torno a la religión, y consistían en unas 250 granjas, que se dividían en aproximadamente catorce comunidades que se centraban en torno a catorce iglesias, una de las cuales era una catedral en Garðar. La diócesis católica de Groenlandia estaba sujeta a la arquidiócesis de Nidaros. Sin embargo, muchos obispos eligieron ejercer este cargo desde lejos. Con el paso de los años, el clima cambió (Pequeña Edad de Hielo). En 1379, el asentamiento más septentrional fue atacado por los Skrælings (palabra nórdica que significa inuit). Las cosechas fracasaron y el comercio disminuyó. La colonia de Groenlandia se desvaneció gradualmente, en el año 1450, había perdido el contacto con Noruega e Islandia y desapareció de casi todas las leyendas escandinavas.

### América del Norte
El capitán de un barco noruego llamado Bjarni Herjólfsson fue el primero en cruzar una parte del continente norteamericano, en el 985 cuando se desvió de su curso navegando a Groenlandia desde Islandia. Expediciones posteriores desde Groenlandia (algunas dirigidas por Leif Erikson) exploraron las zonas al oeste, buscando grandes maderas, en particular, para la construcción —Groenlandia únicamente tenía árboles y arbustos pequeños—. La actividad regular de Groenlandia se extendió a la isla de Ellesmere, a la isla de Skraeling y a la isla de Ruin para la caza y el comercio con los grupos inuits. Se estableció un asentamiento de corta duración en L'Anse aux Meadows, situado en la isla de Terranova (Canadá), la evidencia arqueológica de las viviendas sugiere que tenía la capacidad de soportar de 30 a 160 personas. Desde 2012 se han descubierto otros cinco asentamientos potenciales que van desde el valle de Tanfield, en la isla de Baffin, en el norte, hasta Point Rosee, en el sur.
También hay evidencia de contacto vikingo con los nativos americanos. Los vikingos se referían a ellos como skrælings o algonquinos. La lucha entre los nativos y los vikingos tuvo lugar con los nativos que tenían el armamento avanzado de arcos y flechas. Sin embargo, el comercio por trueque también tuvo lugar entre ellos. Este contacto llevó a un acuerdo mutuo de dos pueblos entre sí. Sin embargo, el conflicto entre estos dos grupos llevó a los vikingos a una eventual evacuación del área.
Los groenlandeses llamaron al nuevo territorio Vinland. No está claro si Vinland se refería en el pensamiento tradicional como Vínland (tierra del vino), o más recientemente como Vinland (tierra de prados o pastos). En cualquier caso, sin ningún respaldo oficial, los intentos de colonización por parte de los nórdicos resultaron fallidos. Simplemente había demasiados nativos para que los groenlandeses los conquistaran o resistieran y se retiraron a Groenlandia.

### Svalbard
Los vikingos pudieron haber descubierto Svalbard ya en el siglo XII. Hay relatos tradicionales nórdicos de una tierra conocida como Svalbarð, literalmente 'orilla fría'. Pero esta tierra también podría haber sido la isla de  Jan Mayen, o una parte del este de Groenlandia. El holandés Willem Barents hizo el primer descubrimiento indiscutible del archipiélago de las Svalbard en 1596.

## Pruebas genéticas y sus implicaciones
Los estudios sobre la diversidad genética han proporcionado una confirmación científica que acompaña a las pruebas arqueológicas de la expansión vikinga. Además, indican patrones de ascendencia, implican nuevas migraciones y muestran el flujo real de individuos entre regiones dispares. Sin embargo, los intentos de determinar la genética histórica de la población se complican por las migraciones posteriores y las fluctuaciones demográficas. En particular, las rápidas migraciones del siglo XX han dificultado la evaluación de los estados genéticos anteriores.
Las pruebas genéticas contradicen la percepción común de que los vikingos eran principalmente saqueadores y asaltantes. Un artículo de Roger Highfield , resume las investigaciones recientes y llega a la conclusión de que, como hay marcadores genéticos tanto masculinos como femeninos, las pruebas son indicativas de colonización en lugar de incursión y ocupación. Sin embargo, esto también se pone en tela de juicio por las proporciones desiguales de haplotipos masculinos y femeninos que indican que había más hombres asentados que mujeres, un elemento de una población de saqueo u ocupación.

### Haplotipos mitocondriales y del cromosoma Y
Los haplotipos del cromosoma Y sirven como marcadores del linaje paterno de manera muy similar a como el ADNm representa el linaje materno. Juntos, estos dos métodos proporcionan una opción para rastrear la historia genética de un pueblo y trazar las migraciones históricas tanto de hombres como de mujeres.
A menudo considerados los restos más puros de la antigua genética nórdica, los islandeses trazan el 75-80% de su ascendencia patrilineal a Escandinavia y el 20-25% a Escocia e Irlanda. Por el lado materno, el 37% es de Escandinavia y el 63% restante es mayormente escocés e irlandés. Islandia también posee uno de los registros de linaje mejor documentados que, en muchos casos, se remonta a quince generaciones y al menos 300 años. Estos están acompañados por uno de los mayores registros genéticos que han sido recogidos por la genética deCODE. Juntos, estos dos registros permiten una visión mayormente fiable de la estructura genética escandinava histórica, aunque la genética de Islandia está influenciada por la migración nórdico-británica, así como por la que proviene directamente de Escandinavia.

#### Grupos Y comunes
El haplogrupo I-M253, también conocido como haplogrupo I1, es el haplotipo más común entre los varones escandinavos. Está presente en el 35% de los varones en Noruega, Dinamarca y Suecia, y el 40% de los varones en el oeste de Finlandia.
El haplogrupo R1b del cromosoma Y es otro haplotipo muy común en toda Europa Occidental. Sin embargo, no está claramente vinculado a los vikingos o a su expansión. Hay indicios de que un filamento mutante, R-L165, puede haber sido llevado a Gran Bretaña por los vikingos, pero el tema no es actualmente concluyente.

#### C1
El haplotipo mitocondrial C1 es principalmente un haplotipo de Asia Oriental-Americana que se desarrolló justo antes de la migración a través del mar de Bering. Sin embargo, este haplotipo materno se encontró en varias muestras de Islandia. Aunque originalmente se consideraba que era un inmigrante del siglo XX, un análisis más completo ha demostrado que este haplotipo ha estado presente en Islandia durante al menos 300 años y es distinto de otros linajes C1.

#### Historias de apellidos y el haplotipo Y
Hay pruebas que sugieren que los haplotipos Y pueden combinarse con historias de apellidos para representar mejor las poblaciones históricas y evitar que las migraciones recientes oscurezcan el registro histórico.

### Cys282Tyr
Cys282Tyr (o C282Y) es una mutación en el gen HFE que se ha relacionado con la mayoría de los casos de hemocromatosis hereditaria. Las técnicas genéticas indican que esta mutación se produjo hace aproximadamente 60-70 generaciones o entre los años 600 y 800, asumiendo una duración de generación de 20 años. La distribución regional de esta mutación entre las poblaciones europeas indica que se originó en el sur de Escandinavia y se extendió con la expansión vikinga. Debido al momento en que se produjo la mutación y los posteriores movimientos de población, el C282Y es muy prominente en Gran Bretaña, Normandía y el sur de Escandinavia, aunque el C282Y se ha encontrado en casi todas las poblaciones que han estado en contacto con los vikingos.